# Kalo Nero
Kalo Nero eller Kalonero (grekiska: Καλό Νερό eller Καλόνερο betyder "bra vatten") är en by i Trifylia kommun i Messenien i södra Grekland. Befolkningen i hela distriktet är 741 (2001 års folkräkning), huvudbyn 540, resterande 201 bor i de mindre bosättningarna Ano Kalo Nero, Kakavas, Stasi Sidirokastro (Sidirokastro station, ett järnvägsstopp), Marmaro och Vounaki.

## Geografi
Kalo Nero ligger vid Kyparissiabukten, en vik i Joniska havet. Byn ligger 6 km nordost om Kyparissia, 21 km km söder om Zacháro och 47 km km nordväst om Kalamata. Riksväg 9 (Patras – Pyrgos – Pylos) och huvudvägen till Kalamata passerar genom staden. Kalo Nero är en järnvägsknut där linjen från Patras och Pyrgos i norr grenar sig till slutstationen i Kyparissia i söder och mot Kalamata via Zevgolatio i öster. Kalo Nero har en relativt stor bangård, som ligger vid sidan av byns centrala torg, med stationshuset vid södra änden av torget. Kalo Nero brukade ha flera dagliga persontågstrafiktjänster men under de senaste åren har dessa minskat fram till den 21 januari 2011 då de sista tjänsterna stängdes.